# Comuna Pietroasa, Timiș
Pietroasa (maghiară Kőfalu) este o comună în județul Timiș, Banat, România, formată din satele Crivina de Sus, Fărășești, Pietroasa (reședința) și Poieni.

## Obiective turistice
- Biserica din lemn din comuna Pietroasa, ridicată în 1779, cu hramul "Adormirea Maicii Domnului". Biserica este de cult ortodox.
- Biserica de lemn din Crivina de Sus, monument istoric
- Biserica de lemn din Poieni, monument istoric
- Peștera Pietroasa, puțin vizitată de turiști, greu accesibilă; Are galerii de aproximativ 1,2 km și este situata pe Valea Pietrii la 1,5 km de localitatea Pietroasa.
- Carierele pietrelor de moară (Din aceasta activitate provine denumirea localității Pietroasa. Carierele sunt situate pe Dealul Pietrii. Pietrele de moară au fost confecțioanate începând din secolul al XVIII-lea până aproximativ în anii 1950. Meșterii din Pietroasa foloseau unelte rudimentare pentru dizlocarea blocului de piatră din masivul de stâncă. Confecționarea pietrei de moară se făcea în carieră, iar după luni de lucru urma coborârea acestea din carieră, care de multe ori ducea la distrugerea sau deterioarea pietrei de moară. Meșterii din Pietroasa aprovizionau aproape în totalitate morile de apa din Banat cu pietre de moară.
- Drumul turistic Poieni - Lunca Largă - Bătrâna
- Cascada "Sopot"
- Taberele de școlari din Poieni (neutilizate și lăsate în paragină de mai mult de 10 ani) și Poieni Strîmbu (reparații minore și utilizată temporar)

## Demografie
Componența etnică a comunei Pietroasa
     Români (90,91%)
     Alte etnii (0%)
     Necunoscută (9,09%)
Componența confesională a comunei Pietroasa
     Ortodocși (64,33%)
     Penticostali (20,75%)
     Baptiști (4,84%)
     Alte religii (0%)
     Necunoscută (10,08%)
Conform recensământului efectuat în 2021, populația comunei Pietroasa se ridică la 1.012 locuitori, în scădere față de recensământul anterior din 2011, când fuseseră înregistrați 1.120 de locuitori. Majoritatea locuitorilor sunt români (90,91%), iar pentru 9,09% nu se cunoaște apartenența etnică. Din punct de vedere confesional, majoritatea locuitorilor sunt ortodocși (64,33%), cu minorități de penticostali (20,75%) și baptiști (4,84%), iar pentru 10,08% nu se cunoaște apartenența confesională.

## Politică și administrație
Comuna Pietroasa este administrată de un primar și un consiliu local compus din 9 consilieri. Primarul, Virgiliu-Victor Ciocea[*], de la Coaliția Națională pentru România, este în funcție din octombrie 2020. Începând cu alegerile locale din 2024, consiliul local are următoarea componență pe partide politice:
|  | Partid                            | Consilieri | Componența Consiliului | Componența Consiliului | Componența Consiliului | Componența Consiliului | Componența Consiliului | Componența Consiliului | Componența Consiliului |
|  | --------------------------------- | ---------- | ---------------------- | ---------------------- | ---------------------- | ---------------------- | ---------------------- | ---------------------- | ---------------------- |
|  | Coaliția Națională pentru România | 7          |                        |                        |                        |                        |                        |                        |                        |
|  | Alianța pentru Unirea Românilor   | 1          |                        |                        |                        |                        |                        |                        |                        |
|  | Partidul Mișcarea Populară        | 1          |                        |                        |                        |                        |                        |                        |                        |